# Isänmaallinen Kansanrintama
 (février 2025).
L'Isänmaallinen Kansanrintama (IKR, en français : « Front populaire patriotique ») est une organisation néonazie finlandaise fondée en 1976 par Pekka Siitoin. Elle est connue pour ses activités terroristes anticommunistes. Dissoute par le ministère de l'Intérieur en novembre 1977 pour activités fascistes, elle est remplacée par le Kansallis-Demokraattinen Puolue (Parti national-démocratique, KDP).

## Histoire
L'Isänmaallinen Kansanrintama est fondé en 1976 par Pekka Siitoin.
Le groupe organise des exercices de tir et diffuse de la propagande d'extrême droite. Il mène des actions terroristes contre les communistes, notamment l'envoi d'une lettre piégée à une organisation de jeunesse de la Ligue démocratique du peuple finlandais et l'incendie criminel d'une imprimerie communiste en novembre 1977. À la suite de ces actes, le ministère de l'Intérieur dissout les organisations de Siitoin, dont l'IKR, le 17 novembre 1977, en vertu du traité de Paris interdisant les activités fascistes. Siitoin est condamné en novembre 1978 à cinq ans de prison pour avoir incité à l'incendie criminel de l'imprimerie.
L'IKR est ensuite remplacé par le Kansallis-Demokraattinen Puolue, qui ne parvint jamais à obtenir une large audience,.

## Idéologie
L'IKR est d'idéologie néonazie. Les membres de l'organisation portent des uniformes inspirés du style des années 1930 et des symboles nazis. Le groupe utilise une croix gammée inversée.

## Affiliations
L'organisation entretient des liens avec l'organisation néonazie espagnole CEDADE et participe à des rassemblements à Dixmude en Belgique avec d'autres mouvements nazis ouest-européens. L'IKR coopère également avec le Vlaamse Militanten Orde, dirigé par Bert Eriksson, à moitié finlandais, qui a perpétré de nombreux attentats à la bombe incendiaire contre des minorités.

## Composition
L'organisation est composée principalement de personnes marginalisées souffrant de problèmes de santé mentale et de toxicomanie.